# New York Knicks 2013-2014
La stagione 2013-14 dei New York Knicks fu la 68ª nella NBA per la franchigia.

## Scelta draft
| Giro | Chiamata | Giocatore    | Ruolo | Nazionalità | College/Club        |
| ---- | -------- | ------------ | ----- | ----------- | ------------------- |
| 1    | 24       | Tim Hardaway | G     | Stati Uniti | Michigan Wolverines |

### Arrivi/partenze
Mercato e scambi avvenuti durante la stagione:
Arrivi
| N° | Naz.                   | Ruolo | Sportivo              | Anno | Alt. | Peso |
| -- | ---------------------- | ----- | --------------------- | ---- | ---- | ---- |
| 0  | Stati Uniti (bandiera) | G     | Chris Smith           | 1987 | 188  | 91   |
| 0  | Stati Uniti (bandiera) | AG    | Earl Clark            | 1988 | 208  | 102  |
| 4  | Stati Uniti (bandiera) | C     | Jeremy Tyler          | 1991 | 208  | 118  |
| 14 | Stati Uniti (bandiera) | G     | Chris Douglas-Roberts | 1987 | 201  | 91   |
| 18 | Slovenia (bandiera)    | P     | Beno Udrih            | 1982 | 188  | 93   |
| 20 | Stati Uniti (bandiera) | AG    | Josh Powell           | 1983 | 206  | 109  |
| 23 | Stati Uniti (bandiera) | G     | Toure' Murry          | 1989 | 200  | 90   |
| 25 | Stati Uniti (bandiera) | AP    | C.J. Leslie           | 1991 | 206  | 91   |
| 26 | Stati Uniti (bandiera) | G     | Shannon Brown         | 1985 | 193  | 93   |
| 45 | Stati Uniti (bandiera) | C     | Cole Aldrich          | 1988 | 211  | 111  |
| 50 | Nigeria (bandiera)     | AG    | Ike Diogu             | 1983 | 206  | 116  |
| 51 | Stati Uniti (bandiera) | AP    | Metta World Peace     | 1979 | 201  | 118  |
| 77 | Italia (bandiera)      | AC    | Andrea Bargnani       | 1985 | 213  | 116  |

Partenze
| N° | Naz.                   | Ruolo | Sportivo              | Anno | Alt. | Peso |
| -- | ---------------------- | ----- | --------------------- | ---- | ---- | ---- |
| 0  | Stati Uniti (bandiera) | G     | Chris Smith           | 1987 | 188  | 91   |
| 4  | Stati Uniti (bandiera) | AP    | James White           | 1982 | 201  | 91   |
| 4  | Stati Uniti (bandiera) | C     | Jeremy Tyler          | 1991 | 208  | 118  |
| 5  | Stati Uniti (bandiera) | P     | Jason Kidd            | 1973 | 193  | 95   |
| 11 | Stati Uniti (bandiera) | GA    | Ronnie Brewer         | 1985 | 201  | 103  |
| 14 | Stati Uniti (bandiera) | G     | Chris Douglas-Roberts | 1987 | 201  | 91   |
| 14 | Stati Uniti (bandiera) | AP    | Chris Copeland        | 1984 | 203  | 102  |
| 16 | Stati Uniti (bandiera) | A     | Steve Novak           | 1983 | 208  | 109  |
| 18 | Slovenia (bandiera)    | AG    | Beno Udrih            | 1982 | 188  | 93   |
| 20 | Stati Uniti (bandiera) | AG    | Josh Powell           | 1983 | 206  | 109  |
| 23 | Stati Uniti (bandiera) | C     | Marcus Camby          | 1974 | 211  | 107  |
| 25 | Stati Uniti (bandiera) | AP    | C.J. Leslie           | 1991 | 206  | 91   |
| 36 | Stati Uniti (bandiera) | AC    | Rasheed Wallace       | 1974 | 211  | 112  |
| 40 | Stati Uniti (bandiera) | AG    | Kurt Thomas           | 1972 | 206  | 104  |
| 42 | Stati Uniti (bandiera) | C     | Earl Barron           | 1981 | 213  | 111  |
| 50 | Nigeria (bandiera)     | AG    | Ike Diogu             | 1983 | 206  | 116  |
| 51 | Stati Uniti (bandiera) | AP    | Metta World Peace     | 1979 | 201  | 118  |
| 54 | Stati Uniti (bandiera) | AG    | Solomon Jones         | 1980 | 208  | 104  |
| 55 | Stati Uniti (bandiera) | GA    | Quentin Richardson    | 1980 | 198  | 101  |

## Roster
| N° | Naz.                   | Ruolo | Sportivo          | Anno | Alt. | Peso |  |
| -- | ---------------------- | ----- | ----------------- | ---- | ---- | ---- |  |
| 0  | Stati Uniti (bandiera) | AG    | Earl Clark        | 1988 | 208  | 102  |  |
| 0  | Stati Uniti (bandiera) | AG    | Chris Smith       | 1987 | 188  | 91   |  |
| 1  | Stati Uniti (bandiera) | AC    | Amar'e Stoudemire | 1982 | 208  | 111  |  |
| 2  | Stati Uniti (bandiera) | P     | Raymond Felton    | 1984 | 185  | 90   |  |
| 3  | Stati Uniti (bandiera) | AG    | Kenyon Martin     | 1977 | 206  | 106  |  |
| 4  | Stati Uniti (bandiera) | C     | Jeremy Tyler      | 1991 | 208  | 118  |  |
| 5  | Stati Uniti (bandiera) | G     | Tim Hardaway      | 1992 | 198  | 93   |  |
| 6  | Stati Uniti (bandiera) | C     | Tyson Chandler    | 1982 | 216  | 107  |  |
| 7  | Stati Uniti (bandiera) | A     | Carmelo Anthony   | 1984 | 203  | 104  |  |
| 8  | Stati Uniti (bandiera) | G     | J.R. Smith        | 1985 | 198  | 100  |  |
| 9  | Argentina (bandiera)   | P     | Pablo Prigioni    | 1977 | 191  | 82   |  |
| 18 | Slovenia (bandiera)    | P     | Beno Udrih        | 1982 | 191  | 93   |  |
| 21 | Stati Uniti (bandiera) | G     | Iman Shumpert     | 1990 | 196  | 96   |  |
| 23 | Stati Uniti (bandiera) | G     | Toure' Murry      | 1989 | 196  | 88   |  |
| 26 | Stati Uniti (bandiera) | G     | Shannon Brown     | 1985 | 193  | 93   |  |
| 45 | Stati Uniti (bandiera) | C     | Cole Aldrich      | 1988 | 211  | 111  |  |
| 51 | Stati Uniti (bandiera) | A     | Metta World Peace | 1979 | 198  | 111  |  |
| 77 | Italia (bandiera)      | AC    | Andrea Bargnani   | 1985 | 213  | 113  |  |

## Staff tecnico
- Allenatore: Mike Woodson
- Vice-allenatori: Jim Todd, Darrell Walker, Herb Williams
- Preparatore atletico: Roger Hinds
- Assistente preparatore: Anthony Goenaga

## Preseason
| Arbitri: | Zach Zarba Olandis Poole Sean Wright |

|             |          |                     |
| Pressey 13  | Punti    | 18 Shumpert         |
| Pressey 7   | Assist   | 5 Felton            |
| Sullinger 6 | Rimbalzi | 5 Chandler, Aldrich |

| Arbitri: | Tony Brothers Nick Buchert Eli Roe |

|                   |          |            |
| DeRozan 20        | Punti    | 24 Anthony |
| DeRozan, Buycks 2 | Assist   | 5 Udrih    |
| Gay 6             | Rimbalzi | 8 Anthony  |

| Arbitri: | John Goble Brent Barnaky David Guthrie |

|                                |          |                   |
| Olynyk 15                      | Punti    | 21 Diogu          |
| Green, Crawford, Olynyk, Lee 3 | Assist   | 3 Douglas-Roberts |
| Crawford, Bass 7               | Rimbalzi | 8 Diogu           |

| Arbitri: | Bennett Salvatore Courtney Kirkland Eric Dalen |

|          |          |            |
| Beal 21  | Punti    | 22 Anthony |
| Wall 8   | Assist   | 4 Anthony  |
| Booker 9 | Rimbalzi | 8 Diogu    |

| Arbitri: | Zach Zarba David Guthrie Curtis Blair |

|                                                  |          |           |
| Ross 27                                          | Punti    | 19 Udrih  |
| Gay, Valančiūnas, Lowry, Fields, Buycks, Stone 3 | Assist   | 7 Udrih   |
| Valančiūnas 9                                    | Rimbalzi | 8 Anthony |

| Arbitri: | Michael Smith Pat Fraher Olandis Poole |

|            |          |            |
| Butler 24  | Punti    | 22 Anthony |
| Ridnour 11 | Assist   | 7 Anthony  |
| Pachulia 9 | Rimbalzi | 9 Anthony  |

| Arbitri: | Joey Crawford Haywoode Workman Kevin Scott |

|             |          |              |
| Shumpert 16 | Punti    | 19 McRoberts |
| Felton 5    | Assist   | 6 Walker     |
| Chandler 9  | Rimbalzi | 20 Biyombo   |

## Stagione regolare
| Arbitri: | Rodney Mott Curtis Blair Tony Brown |

|            |          |             |
| Anthony 19 | Punti    | 16 Neal     |
| Prigioni 5 | Assist   | 5 Neal      |
| Anthony 10 | Rimbalzi | 11 Pachulia |

| Arbitri: | Bill Kennedy Brian Forte Josh Tiven |

|         |          |                   |
| Rose 18 | Punti    | 22 Anthony        |
| Deng 6  | Assist   | 6 Anthony, Felton |
| Noah 15 | Rimbalzi | 19 Chandler       |

| Arbitri: | Ron Garretson Olandis Poole Scott Wall |

|            |          |          |
| Anthony 22 | Punti    | 34 Love  |
| Felton 12  | Assist   | 10 Rubio |
| Anthony 17 | Rimbalzi | 15 Love  |

| Arbitri: | Sean Corbin David Guthrie Violet Palmer |

|                             |          |                                     |
| Anthony 32                  | Punti    | 25 Walker                           |
| Anthony, Felton, Shumpert 2 | Assist   | 6 Walker                            |
| Felton, World Peace 6       | Rimbalzi | 8 Kidd-Gilchrist, Henderson, Adrien |

| Arbitri: | Derrick Stafford Derek Richardson Derrick Collins |

|            |          |                     |
| Walker 25  | Punti    | 28 Anthony          |
| Walker 5   | Assist   | 6 Anthony           |
| Biyombo 11 | Rimbalzi | 8 Anthony, Bargnani |

| Arbitri: | James Capers Karl Lane Eric Lewis |

|                               |          |                  |
| Anthony, Bargnani 16          | Punti    | 24 Green         |
| Smith, World Peace, Aldrich 3 | Assist   | 6 Parker         |
| Anthony 8                     | Rimbalzi | 10 Duncan, Green |

| Arbitri: | Ron Garretson Brian Forte James Williams |

|           |          |             |
| Teague 25 | Punti    | 25 Anthony  |
| Teague 8  | Assist   | 9 Shumpert  |
| Carroll 9 | Rimbalzi | 11 Bargnani |

| Arbitri: | Scott Foster Haywoode Workman Sean Wright |

|            |          |           |
| Anthony 45 | Punti    | 36 Harden |
| Felton 7   | Assist   | 3 Lin     |
| Anthony 10 | Rimbalzi | 15 Howard |

| Arbitri: | Mike Callahan Eli Roe Zach Zarba |

|            |          |            |
| Anthony 23 | Punti    | 16 Teague  |
| Felton 5   | Assist   | 12 Mack    |
| Anthony 12 | Rimbalzi | 13 Millsap |

| Arbitri: | Dan Crawford J.T. Orr Leon Wood |

|                     |          |                   |
| Stuckey 21          | Punti    | 25 Anthony        |
| Jennings 7          | Assist   | 5 Prigioni        |
| Monroe, Drummond 11 | Rimbalzi | 7 Anthony, Martin |

| Arbitri: | Joey Crawford Kane Fitzgerald Ben Taylor |

|            |          |              |
| Anthony 30 | Punti    | 35 George    |
| Udrih 4    | Assist   | 5 Stephenson |
| Anthony 18 | Rimbalzi | 10 West      |

| Arbitri: | Monty McCutchen Tre Maddox James Williams |

|           |          |            |
| Wall 31   | Punti    | 23 Anthony |
| Wall 7    | Assist   | 5 Bargnani |
| Gortat 17 | Rimbalzi | 12 Anthony |

| Arbitri: | Sean Corbin Violet Palmer Courtney Kirkland |

|                   |          |            |
| Lillard, Batum 23 | Punti    | 34 Anthony |
| Lillard, Batum 6  | Assist   | 6 Martin   |
| Aldridge 14       | Rimbalzi | 15 Anthony |

| Arbitri: | Joey Crawford Kevin Cutler Pat Fraher Dan Crawford |

|                          |          |             |
| Griffin, Redick, Paul 15 | Punti    | 27 Anthony  |
| Paul 7                   | Assist   | 7 Felton    |
| Griffin, Jordan 13       | Rimbalzi | 10 Bargnani |

| Arbitri: | Rodney Mott Derek Richardson Sean Wright |

|            |          |                     |
| Lawson 22  | Punti    | 27 Anthony          |
| Lawson 8   | Assist   | 7 Felton            |
| Hickson 11 | Rimbalzi | 7 Anthony, Shumpert |

| Arbitri: | David Jones Marat Kogut Scott Wall |

|            |          |             |
| Anthony 23 | Punti    | 31 Anderson |
| Felton 8   | Assist   | 9 Holiday   |
| Anthony 10 | Rimbalzi | 6 Anderson  |

| Arbitri: | Joey Crawford Gary Zielinski Matt Boland |

|           |          |            |
| Lopez 24  | Punti    | 19 Anthony |
| Blatche 3 | Assist   | 6 Anthony  |
| Lopez 9   | Rimbalzi | 10 Anthony |

| Arbitri: | Violet Palmer Bill Spooner Mark Lindsay |

|            |          |                  |
| Anthony 20 | Punti    | 20 Afflalo       |
| Prigioni 6 | Assist   | 9 Nelson         |
| Anthony 11 | Rimbalzi | 9 Davis, Oladipo |

| Arbitri: | Sean Corbin Ken Mauer Derek Richardson |

|            |          |             |
| Anthony 19 | Punti    | 23 Crawford |
| Prigioni 4 | Assist   | 7 Crawford  |
| Anthony 5  | Rimbalzi | 10 Bradley  |

| Arbitri: | Marc Davis Dick Bavetta Leon Wood |

|            |          |            |
| Irving 37  | Punti    | 29 Anthony |
| Irving 11  | Assist   | 9 Prigioni |
| Thompson 9 | Rimbalzi | 8 Anthony  |

| Arbitri: | Ron Garretson Pat Fraher Brian Forte |

|            |          |             |
| Anthony 30 | Punti    | 20 Dunleavy |
| Anthony 4  | Assist   | 4 Noah      |
| Anthony 10 | Rimbalzi | 12 Boozer   |

| Arbitri: | Mike Callahan Eric Dalen Josh Tiven |

|              |          |                    |
| Sullinger 19 | Punti    | 26 Anthony         |
| Crawford 6   | Assist   | 8 Prigioni         |
| Bass 8       | Rimbalzi | 7 Martin, Bargnani |

| Arbitri: | Bill Kennedy James Williams Gary Zielinski |

|                               |          |             |
| Anthony 35                    | Punti    | 27 Williams |
| Prigioni 6                    | Assist   | 6 Teague    |
| Anthony, Bargnani, Shumpert 6 | Rimbalzi | 8 Millsap   |

| Arbitri: | Tony Brothers Olandis Poole Kevin Scott |

|              |          |                |
| Anthony 32   | Punti    | 30 Webster     |
| J.R. Smith 6 | Assist   | 8 Wall         |
| Shumpert 9   | Rimbalzi | 7 Gortat, Beal |

| Arbitri: | Monty McCutchen Mark Ayotte J.T. Orr |

|           |          |              |
| Knight 36 | Punti    | 29 Anthony   |
| Knight 3  | Assist   | 6 J.R. Smith |
| Henson 14 | Rimbalzi | 10 Bargnani  |

| Arbitri: | Bennett Salvatore Leroy Richardson Eddie F. Rush |

|              |          |             |
| Anthony 30   | Punti    | 25 Randolph |
| J.R. Smith 7 | Assist   | 8 Conley    |
| Anthony 7    | Rimbalzi | 15 Randolph |

| Arbitri: | Courtney Kirkland Karl Lane Ed Malloy |

|            |          |             |
| Afflalo 26 | Punti    | 19 Anthony  |
| Nelson 10  | Assist   | 6 Udrih     |
| Vučević 12 | Rimbalzi | 13 Chandler |

| Arbitri: | Scott Foster Kane Fitzgerald Zach Zarba |

|               |          |              |
| Stoudemire 22 | Punti    | 29 Durant    |
| Udrih 6       | Assist   | 10 Westbrook |
| Chandler 9    | Rimbalzi | 13 Westbrook |

| Arbitri: | Monty McCutchen Curtis Blair Michael Smith |

|             |          |                |
| Bargnani 18 | Punti    | 25 DeRozan     |
| Udrih 10    | Assist   | 11 Lowry       |
| Bargnani 12 | Rimbalzi | 18 Valančiūnas |

| Arbitri: | James Capers David Jones Olandis Poole |

|                |          |                       |
| Lowry 32       | Punti    | 23 Stoudemire         |
| Lowry 11       | Assist   | 6 J.R. Smith, Aldrich |
| Valančiūnas 10 | Rimbalzi | 9 Stoudemire          |

| Arbitri: | Dick Bavetta Marc Davis Mark Lindsay |

|              |          |                      |
| Belinelli 32 | Punti    | 27 Anthony, Shumpert |
| Ginóbili 12  | Assist   | 7 Udrih              |
| Duncan 7     | Rimbalzi | 12 Anthony           |

| Arbitri: | Tony Brothers Matt Boland Courtney Kirkland |

|            |          |             |
| Harden 37  | Punti    | 26 Shumpert |
| Harden 6   | Assist   | 7 Udrih     |
| Parsons 11 | Rimbalzi | 11 Chandler |

| Arbitri: | Joey Crawford Leroy Richardson Kevin Scott |

|             |          |                                   |
| Nowitzki 18 | Punti    | 19 Anthony                        |
| Calderón 6  | Assist   | 8 Udrih                           |
| Nowitzki 9  | Rimbalzi | 7 Anthony, J.R. Smith, Stoudemire |

| Arbitri: | Bill Kennedy Karl Lane Eric Lewis |

|             |          |                   |
| Anthony 34  | Punti    | 21 Smith          |
| Felton 6    | Assist   | 5 Smith, Jennings |
| Bargnani 11 | Rimbalzi | 17 Drummond       |

| Arbitri: | Dan Crawford David Guthrie Derek Richardson |

|               |          |          |
| Anthony 29    | Punti    | 32 James |
| Felton 14     | Assist   | 6 James  |
| Stoudemire 11 | Rimbalzi | 9 Bosh   |

| Arbitri: | Tom Washington Haywoode Workman Josh Tiven |

|                                    |          |               |
| Hawes, Anderson 17                 | Punti    | 21 Stoudemire |
| Carter-Williams 7                  | Assist   | 7 Anthony     |
| Hawes, Anderson, Carter-Williams 7 | Rimbalzi | 9 Anthony     |

| Arbitri: | Bill Spooner John Goble Lauren Holtkamp |

|            |          |            |
| Anthony 29 | Punti    | 28 Dragić  |
| Anthony 4  | Assist   | 4 Dragić   |
| Anthony 16 | Rimbalzi | 11 Plumlee |

| Arbitri: | Zach Zarba Marat Kogut Sean Wright |

|                    |          |                   |
| Jefferson 35       | Punti    | 20 Anthony        |
| Walker, Sessions 5 | Assist   | 5 Udrih           |
| Jefferson 8        | Rimbalzi | 6 Anthony, Martin |

| Arbitri: | Dan Crawford Nick Buchert Michael Smith |

|                 |          |            |
| Stephenson 28   | Punti    | 28 Anthony |
| Hill 5          | Assist   | 5 Felton   |
| George, Scola 7 | Rimbalzi | 9 Chandler |

| Arbitri: | Joey Crawford Haywoode Workman Kane Fitzgerald |

|            |          |            |
| Anthony 26 | Punti    | 32 Griffin |
| Felton 9   | Assist   | 7 Collison |
| Anthony 20 | Rimbalzi | 16 Jordan  |

| Arbitri: | Ron Garretson Scott Wall Steven Anderson |

|            |          |                   |
| Anthony 26 | Punti    | 25 Johnson        |
| Felton 6   | Assist   | 5 Johnson, Pierce |
| Anthony 12 | Rimbalzi | 12 Blatche        |

| Arbitri: | Tony Brothers Dedric Taylor Sean Wright |

|                   |          |                          |
| Anthony 28        | Punti    | 34 Turner                |
| Anthony, Felton 7 | Assist   | 7 Hawes, Carter-Williams |
| Chandler 14       | Rimbalzi | 12 Carter-Williams       |

| Arbitri: | Ken Mauer Curtis Blair David Guthrie |

|            |          |              |
| Anthony 62 | Punti    | 25 Jefferson |
| Felton 5   | Assist   | 8 Pargo      |
| Anthony 13 | Rimbalzi | 9 Jefferson  |

| Arbitri: | James Capers Gary Zielinski Matt Boland |

|                   |          |            |
| Anthony 35        | Punti    | 24 Meeks   |
| Anthony, Felton 5 | Assist   | 5 Marshall |
| Chandler 14       | Rimbalzi | 13 Gasol   |

| Arbitri: | Tom Washington Kevin Cutler Michael Smith |

|             |          |                 |
| Anthony 24  | Punti    | 14 Green        |
| Felton 8    | Assist   | 5 Rondo         |
| Chandler 13 | Rimbalzi | 7 Green, Olynyk |

| Arbitri: | Ed Malloy Eric Lewis Marat Kogut |

|                      |          |           |
| Anthony, Hardaway 29 | Punti    | 24 Irving |
| Felton 9             | Assist   | 3 Irving  |
| Chandler 8           | Rimbalzi | 11 Deng   |

| Arbitri: | Scott Foster Kevin Scott Zach Zarba |

|                             |          |          |
| Anthony 26                  | Punti    | 30 James |
| Felton, Anthony, Prigioni 4 | Assist   | 7 James  |
| Chandler 11                 | Rimbalzi | 10 Bosh  |

### Classifica per divisione

#### Atlantic Division
|    | Classifica         | V  | P  | %    |
| -- | ------------------ | -- | -- | ---- |
| 1. | Toronto Raptors    | 25 | 22 | 53,2 |
| 2. | Brooklyn Nets      | 20 | 25 | 44,4 |
| 3. | N.Y. Knicks        | 19 | 28 | 40,4 |
| 4. | Boston Celtics     | 16 | 33 | 32,7 |
| 5. | Philadelphia 76ers | 15 | 33 | 31,3 |

### Classifica per conference

#### Eastern Conference
|     | Classifica          | V  | P  | %    |
| --- | ------------------- | -- | -- | ---- |
| 1.  | Indiana Pacers      | 36 | 10 | 78,3 |
| 2.  | Miami Heat          | 33 | 13 | 71,7 |
| 3.  | Atlanta Hawks       | 25 | 21 | 54,3 |
| 4.  | Toronto Raptors     | 25 | 22 | 53,2 |
| 5.  | Wash. Wizards       | 23 | 23 | 50,0 |
| 6.  | Chicago Bulls       | 23 | 23 | 50,0 |
| 7.  | Brooklyn Nets       | 20 | 25 | 44,4 |
| 8.  | Charlotte Bobcats   | 21 | 28 | 42,9 |
|     |                     |    |    |      |
| 9.  | Detroit Pistons     | 19 | 27 | 41,3 |
| 10. | N.Y. Knicks         | 19 | 28 | 40,4 |
| 11. | Cleveland Cavaliers | 16 | 31 | 34,0 |
| 12. | Boston Celtics      | 16 | 33 | 32,7 |
| 13. | Philadelphia 76ers  | 15 | 33 | 31,3 |
| 14. | Orlando Magic       | 13 | 36 | 26,5 |
| 15. | Milwaukee Bucks     | 8  | 39 | 17,0 |